# Астрохемија
Астрохемија је грана науке у којој се преклапаја астрономија и хемија. Астрохемија изучава хемијске елементе и њихове молекуле какве се јављају у свемиру. Користе се подаци о небеским телима добијени из астрономских инструмената да би се одредила хемијска структура небеских тела.